# 日本最強決定戦
日本最強決定戦（にほんさいきょうけっていせん）は、囲碁の棋戦で、1957年から1961年にかけて3期行われた。6人の棋士によるリーグ戦であり「六強戦」とも呼ばれた。後に「名人戦」に発展する。
- 主催 読売新聞

## 発足の経緯
1952年に棋戦の主催に関して朝日、読売、毎日の新聞三社による協定が結ばれ、読売新聞は従来通り嘱託である呉清源による棋戦を主催するとともに、当時世間から期待のあった「名人戦」の呼称は各社とも使わないこととなっていた。しかし呉清源は十番碁において1956年までに坂田栄男、高川格らも打ち込んで、めぼしい次の相手に困る状態になってしまった。そこで、呉及び橋本宇太郎、藤沢朋斎、木谷實、坂田の全九段、本因坊位にある高川の6人による六強戦を企画する。これは毎日の本因坊戦、朝日の最高位戦と異なって呉清源が参加することにより事実上の名人戦とも見られ、 読売も新棋戦発足を伝える1956年12月の社告にて「実力名人を決める」との見出しを付けていた。
参加棋士は、リーグ6名のうち最下位の者が予選通過者と入れ替わることとし、予選には日本棋院、関西棋院、瓊韻社（渡邊昇吉八段のみ）が参加した。リーグ戦は、コミ無しで黒白2局ずつを打つ総当りリーグ戦で行われた。また呉はこの時まで既に、他の5人を先相先以下に打ち込んでいたが、本棋戦では再度互先で打つことになった。

## 経過
第1期リーグ戦では、健康を回復した木谷の、14年振りとなる呉との対決などもあって大いに人気を博した。呉はすべての相手黒番を全勝、白番を3勝2敗で優勝。橋本は呉を名人に推して、2期目以降は挑戦手合制にしてはどうかと提案したが、実現されなかった。2位は6勝3敗1ジゴの木谷、3位坂田、4位高川、5位橋本、6位藤沢が陥落となった。
第2期では坂田が8勝1敗1ジゴで優勝。坂田は呉に先番白番で2連勝し、とうとう呉に追いついたとも言われた。予選から勝ち上がった岩田正男（後に達明）六段は、4勝6敗で4位と健闘した。橋本と高川が3勝6敗1ジゴの同率最下位で、決定戦を行って高川が陥落。
第3期は呉と坂田が6勝3敗1ジゴの同率で、優勝決定戦が行われるはずだったが、第1期名人戦の日程が迫っていたために両者優勝となった。新参加の橋本昌二九段は3勝6敗1ジゴ。橋本宇太郎と木谷実の最終戦は木谷の健康上の都合で中止された。

## 名人戦へ移行
日本棋院ではこの当時財政が苦しくなっており、名人戦創設による契約料増額を望んでいた。この企画は最初朝日新聞に提案したが断られ、読売新聞と契約する。これにより日本最強決定戦は3期までで終了し、名人戦へ移行することとなった。最強戦の成績によっては呉を名人として、名人戦第1期優勝者を呉に挑戦させるという案もあったが、3期で呉と坂田が優勝を分け合い、通算でも呉が19-10-1,坂田が18-9-3と拮抗したため、この案は実行されなかった。

## 歴代優勝者
1. 1958年 呉清源（8-2）
2. 1959年 坂田栄男（8-1-1）
3. 1961年 呉清源・坂田栄男（6-3-1で二者同率優勝）

## リーグ戦績
| 出場者 ／ 相手 | 呉  | 木谷  | 坂田  | 橋本 | 高川 | 藤沢 | 勝-負-ジゴ | 順位 |
| -------------- | --- | ----- | ----- | ---- | ---- | ---- | ---------- | ---- |
| 呉清源         | N/A | 2-0   | 2-0   | 1-1  | 2-0  | 1-1  | 8-2        | 1    |
| 木谷實         | 0-2 | N/A   | 1-0-1 | 2-0  | 2-0  | 1-1  | 6-3-1      | 2    |
| 坂田栄男       | 0-2 | 0-1-1 | N/A   | 1-1  | 1-1  | 2-0  | 4-5-1      | 3    |
| 橋本宇太郎     | 1-1 | 0-2   | 1-1   | N/A  | 1-1  | 1-1  | 4-6        | 4    |
| 高川格         | 0-2 | 0-2   | 1-1   | 1-1  | N/A  | 2-0  | 4-6        | 5    |
| 藤沢朋斎       | 1-1 | 1-1   | 0-2   | 1-1  | 0-2  | N/A  | 3-7        | 6    |

| 出場者 ／ 相手 | 坂田  | 木谷  | 呉  | 岩田 | 橋本  | 高川  | 勝-負-ジゴ | 順位 |
| -------------- | ----- | ----- | --- | ---- | ----- | ----- | ---------- | ---- |
| 坂田栄男       | N/A   | 1-0-1 | 2-0 | 2-0  | 2-0   | 1-1   | 8-1-1      | 1    |
| 木谷實         | 0-1-1 | N/A   | 1-1 | 1-1  | 1-1   | 2-0   | 5-4-1      | 2    |
| 呉清源         | 0-2   | 1-1   | N/A | 2-0  | 1-1   | 1-1   | 5-5        | 3    |
| 岩田正男       | 0-2   | 1-1   | 0-2 | N/A  | 2-0   | 1-1   | 4-6        | 4    |
| 橋本宇太郎     | 0-2   | 1-1   | 1-1 | 0-2  | N/A   | 1-0-1 | 3-6-1      | 5    |
| 高川格         | 1-1   | 0-2   | 1-1 | 1-1  | 0-1-1 | N/A   | 3-6-1      | 5    |

（橋本と高川が決定戦を行って、高川が陥落）
| 出場者 ／ 相手 | 呉    | 坂田  | 岩田  | 橋本宇 | 橋本昌 | 木谷  | 勝-負-ジゴ | 順位 |
| -------------- | ----- | ----- | ----- | ------ | ------ | ----- | ---------- | ---- |
| 呉清源         | N/A   | 1-1   | 1-0-1 | 1-1    | 1-1    | 2-0   | 6-3-1      | 1    |
| 坂田栄男       | 1-1   | N/A   | 2-0   | 0-2    | 1-0-1  | 2-0   | 6-3-1      | 1    |
| 岩田正男       | 0-1-1 | 0-2   | N/A   | 1-1    | 2-0    | 1-0-1 | 5-5        | 3    |
| 橋本宇太郎     | 1-1   | 2-0   | 1-1   | N/A    | 0-2    | 0-0-1 | 4-4-1      | 4    |
| 橋本昌二       | 1-1   | 0-1-1 | 0-2   | 2-0    | N/A    | 0-2   | 3-6-1      | -    |
| 木谷實         | 0-2   | 0-2   | 0-1-1 | 0-0-1  | 2-0    | N/A   | 3-5-1      | -    |

（橋本宇太郎と木谷實は不戦）